# Popis masonskih velikih loža
Ovo je popis svih provjerljivih slobodnozidarskih (masonskih) velikih loža.
Masonska "velika loža", često nazvana i "veliki orijent", predstavlja upravno tijelo koje nadzire pojedinačne lože slobodnih zidara unutar određenog zemljopisnog područja, poznatog kao "nadležnost". Ta nadležnost obično odgovara suverenoj državi ili nekoj drugoj značajnoj upravnoj jedinici. Veličina velikih loža varira – neke broje tisuće članova raspoređenih u stotine podređenih loža, dok su druge znatno manje, s tek nekoliko desetaka članova okupljenih u nekoliko lokalnih loža.
U nekim područjima postoji samo jedna velika loža, dok je u većini slučajeva prisutno barem dvije. Nerijetko nekoliko velikih loža polaže pravo na istu nadležnost ili djeluje na preklapajućim područjima, što često izaziva rasprave o legitimnosti. Nisu sve velike lože i veliki orijenti međusobno priznati kao legitimni, no takvo priznanje, iako ključno unutar slobodnog zidarstva, nije relevantno za ovaj popis. Uvrštenje na popis zahtijeva isključivo postojanje fizičke, a ne isključivo virtualne ili online nazočnosti.
U slobodnom zidarstvu postoje dva glavna ustroja: regularno slobodno zidarstvo (autoriteti Ujedinjena velika loža Engleske) i kontinentalno slobodno zidarstvo (autoriteti Veliki orijent Francuske i CLIPSAS).

## Azija i Oceanija
Popis velikih loža u Aziji i Oceaniji obuhvaća Aziju bez azijskih dijelova Rusije i Tuske, Australiju, Novi Zeland i Oceaniju.

## Sjeverna Amerika
Popis velikih loža u Sjevernoj Americi obuhvaća Kanadu i Sjedinjene Američke Države.

## Srednja Amerika
Popis velikih loža u Srednjoj Americi obuhvaća Meksiko, kopneni most između Sjeverne i Južne Amerike te Karibe uključujući zavisna područja.